# Het Financieele Dagblad
Het Financieele Dagblad (FD) is een dagelijks verschijnende, Nederlandse krant gericht op economie en het bedrijfsleven. Het FD is een van de oudste dagbladen van Nederland met wortels die teruggaan tot 1796. Het hoofdkantoor is gevestigd aan het Prins Bernhardplein in Amsterdam. De krant maakt deel uit van de FD Mediagroep, waartoe ook BNR Nieuwsradio behoort, en werkt samen met economievakblad ESB.

## Geschiedenis

### Ontstaan
Het Financieele Dagblad is ontstaan tijdens de Tweede Wereldoorlog, als gevolg van een onder druk van de Duitse bezetter tot stand gekomen fusie tussen het Amsterdamsch Effectenblad van S.G. Appeldoorn en De Dagelijkse Beurscourant van Henk Sijthoff. Het eerste nummer van de fusiekrant verscheen op 15 september 1943.
De oudste wortel aan de stamboom van het FD, het Amsterdamsch Effectenblad, is de voortzetting van de Prys-Courant der Effecten. Deze eerste regelmatig verschijnende, zelfstandig gepubliceerde, officiële effectenprijscourant in Nederland werd in 1796 gesticht door de Amsterdamse drukker, uitgever en boekhandelaar Nicolaas Cotray. Uitgaande van dit oprichtingsjaartal, vierde Het Financieele Dagblad in 1996 haar 200-jarig jubileum.

### Naoorlogse periode
Het Financieele Dagblad, een uitgave van Hendrik Sijthoffs Financieele Bladen, begon zijn bestaan als beurskrant voor beleggers in het pandje van de Dagelijksche Beurscourant aan de Nieuwezijds Voorburgwal, ooit de Fleet Street van Amsterdam. Eind 1951 verhuisde het tiental redacteuren en de administratie naar het uit 1609 daterende gebouw Rokin 113. Destijds functioneerde F. Spittel als hoofdredacteur van het FD, na S.G. Apeldoorn en B.H.A. Meijerink.
Het was onder leiding van Spittel dat Het Financieele Dagblad zich langzaam maar zeker verbreedde tot een weliswaar in het economische terrein gespecialiseerde, maar toch meer algemene krant. Dit streven kreeg onder meer vorm in de rubriek 'Lijnen in kunst en samenleving', waarmee halverwege de jaren zestig werd begonnen en die een voorloper is van het huidige zaterdagkatern FD Persoonlijk.
Net als de andere kranten uit die tijd werd Het Financieele Dagblad in lood gezet, waarvoor Linotype-zetmachines werden gebruikt. Vanaf 1960 beschikte de krant over een eigen drukkerij annex zetterij in de Beursstraat/Warmoesstraat. De krant sloot 's middags; het grootste deel van de oplage bereikte de circa 10.000 abonnees de volgende dag via de post. De advertentieacquisitie was uitbesteed bij A. van Weezenbeek en zijn zoons met hun Bureau voor Publiciteit Plaats in Den Haag.

### Commerciële invloed
Het op winstmaximalisatie gerichte beleid van eigenaar Henk Sijthoff, directeur J.F. Richard en de Van Weezenbeeks legde het primaat van het FD bij de adverteerders en niet bij de redactie. Dit werd zichtbaar in de zogenoemde speciale pagina's: een regelmatig verschijnende, paginagrote rubriek gewijd bepaalde bedrijfstak. Ongeveer de helft van de pagina was volgens een vast patroon gevuld met advertenties. Het heeft tot eind 1987 geduurd voordat deze "speciale pagina's", met het beëindigen van het contract met Van Weezenbeek, afgeschaft konden worden.

### Langdurige conflicten
Hoofdredacteur Spittel werd in 1967 opgevolgd door drs. Louis Metzemaekers, die vanaf 1969 werd bijgestaan door adjunct-hoofdredacteur Christiaan Berendsen. Onder dit duo ontwikkelde de krant zich steeds meer tot een professionele nieuwskrant. In 1977 brak een conflict uit tussen eigenaar en algemeen directeur Sijthoff en het personeel over de opvolging van directeur Richard. Dit conflict vormde de ouverture tot een hele reeks verwikkelingen binnen de organisatie.
Zo werden in 1978, een jaar nadat Berendsen Metzemaekers was opgevolgd als hoofdredacteur, besprekingen geopend over de mogelijke verkoop van Het Financieele Dagblad aan Sijthoff Pers in Den Haag. Het personeel van de onderneming sprak zich unaniem uit tegen deze overname en het plan was daarmee van de baan.
In 1981 deed een nieuwe directeur zijn intrede, ir. J.K. Hylkema. Onder zijn leiding begon de onderneming aan een technische en commerciële inhaalslag. Per 1 april 1982 nam de krant, als laatste dagblad in Nederland, afscheid van het lood en ging over op fotografisch zetten. Als gevolg van de nieuwe techniek kon het sluitingstijdstip van de krant steeds verder naar achteren worden geschoven. Vanaf 1985 begon de traditionele bezorging per post plaats te maken voor handbezorging. Begin 1988 waren de speciale pagina's nog maar amper afgeschaft of directeur Hylkema vertrok. Zijn plannen over de richting waarin de onderneming zich zou kunnen ontplooien vonden geen vruchtbare voedingsbodem meer.

### Moeizame verkoop
Na het vertrek van Hylkema brak er een periode van interim-management aan. Eind 1990 maakte de familie Sijthoff officieel bekend de krant te willen verkopen. Vanaf 1995 hebben commissarissen, ondersteund door interim-management, gewerkt aan wat wordt genoemd 'de normalisering van de verhoudingen binnen HFD'. Zo werd de zaak van de firma Van Weezenbeek afgehandeld, werden er afspraken gemaakt met de familie Sijthoff, vond er een reorganisatie plaats ten behoeve van de integratie van redactie en techniek, werd een nieuwe directeur benoemd en een managementteam gevormd.
Eind 1995 benoemde directeur Ria Kuip Fred Bakker tot de nieuwe hoofdredacteur. Het duurde nog tot 1997 voordat er voor de certificaten van aandelen kopers werden gevonden. Dit waren het beursgenoteerde HAL Investments, van de vermogende familie Van der Vorm, en SWF Holding BV, van Willem Sijthoff. HAL en SWF zeiden toe dat zij voor een periode van tien jaar hun participatie in stand zouden houden, waarbij een ondergrens gold van 51%.

### Mediagroep
De afgelopen jaren ontwikkelde het FD zich verder in de richting van een multimediale uitgeverij. Ria Kuip werd na een interim directeurschap van hoofdredacteur Bakker opgevolgd door Nico van 't Zet. De onderneming maakte, mede door de gunstige conjunctuur, een stormachtige groei door. De krant werd veelzijdiger in haar onderwerpkeuze, op zaterdag verscheen het weekeindkatern FD Persoonlijk en er werd een maandageditie ingevoerd. Naast de krant werd de internetsite www.fd.nl ontwikkeld.
In het najaar van 2002 trad er wederom een nieuw management aan na een interim-periode. Philip Alberdingk Thijm werd algemeen directeur en Ruud Bergervoet financieel directeur. Samen met hoofdredacteur Fred Bakker vormden zij de leiding van de FD Mediagroep.

### Vernieuwing
In 2007 kreeg de krant een nieuw uiterlijk, dat sinds 4 september van dat jaar wordt gebruikt. Zo is onder andere het logo veranderd en is het als eerste dagblad in Nederland dat wordt gedrukt op zalmroze papier. Op 25 september 2010 verscheen de eerste editie van FD Weekend, de vervanger van de zaterdageditie van Het Financieele Dagblad. Deze editie werd in tegenstelling tot de doordeweekse edities op tabloid-formaat gedrukt. Sinds 26 maart 2013 verschijnt het FD op berlinerformaat. Sinds 10 september 2018 stapte het FD over op het tabloidformaat.
In mei 2018 passeerde de betaalde oplage van Het Financieele Dagblad vorige maand de grens van 85.000 abonnees, het hoogste ooit. De oplage van de papieren krant is daarentegen vrij stabiel gebleven. Perry Feenstra is sinds 1 september 2020 hoofdredacteur van de krant. Hij was de opvolger van Jan Bonjer, die deze functie vervulde tussen 1 januari 2012 tot 30 april 2020. Voor Bonjer waren Job Woudt en Ulko Junker de hoofdredacteuren na de periode Bakker.

## Oplagecijfers
Abonnees van het FD kunnen zowel een papieren als een digitaal abonnement nemen. In 2018 lag het aantal digitale abonnees voor het eerst hoger dan het aantal abonnees met een abonnement op de papieren krant. Op 7 april 2020 maakte het FD bekend voor het eerst in zijn geschiedenis door de grens van 100.000 betalende abonnees te zijn gegaan.
| Jaar | Papieren oplage | Digitale oplage | Totaal  |        |
| ---- | --------------- | --------------- | ------- | ------ |
| 2012 | 45.416          | 10.629          | 56.045  | [ 15 ] |
| 2013 | 43.164          | 12.405          | 55.569  | [ 16 ] |
| 2014 | 41.589          | 15.814          | 57.403  | [ 16 ] |
| 2015 | 40.647          | 20.254          | 60.901  | [ 16 ] |
| 2016 | 40.056          | 31.081          | 71.137  | [ 16 ] |
| 2017 | 38.206          | 35.645          | 73.851  | [ 16 ] |
| 2018 | 36.356          | 47.876          | 92.742  | [ 17 ] |
| 2019 |                 |                 | 97.727  | [ 18 ] |
| 2020 |                 |                 | 107.779 | [ 19 ] |
| 2021 |                 |                 | 112.042 | [ 20 ] |

Gemiddeld verspreide papieren oplage van Het Financieele Dagblad tussen 2001 en 2017
Cijfers volgens HOI, Instituut voor Media Auditing

### Magazine FD Persoonlijk
| Jaar | Betaalde gerichte oplage | Totaal verspreide oplage |        |
| ---- | ------------------------ | ------------------------ | ------ |
| 2006 | 0                        | 62.461                   | [ 22 ] |
| 2007 | 0                        | 66.938                   | [ 23 ] |
| 2011 | 0                        | 64.762                   | [ 24 ] |
| 2012 | 0                        | 59.246                   | [ 25 ] |
| 2022 | 0                        | 60.150                   | [ 26 ] |